# 8284 Кранах
8284 Кранах (8284 Cranach) — астероїд головного поясу, відкритий 8 жовтня 1991 року.
Тіссеранів параметр щодо Юпітера — 3,176.